# Lipovec pri Škofji vasi
Lipovec pri Škofji vasi – wieś w Słowenii, w gminie miejskiej Celje. W 2018 roku liczyła 40 mieszkańców. 